# Eulàlia Lledó i Cunill
Eulàlia Lledó i Cunill (Barcelona, 1952) és doctora en Filologia Romànica per la Universitat de Barcelona. La seva dedicació principal gira al voltant de la investigació dels biaixos sexistes i androcèntrics de la literatura i de la llengua, conrea també camps com la literatura d'assaig i reflexió, i la de viatges. Ha publicat del 2012 al  2023, al diari digital Huffington Post.

## Trajectòria
Va ser professora de secundària a diversos instituts, l'últim dels quals Les Corts de Barcelona. Col·labora amb diferents institucions i universitats com la Universitat Rovira i Virgili (URV) o el Centre Superior d'Investigacions Científiques.
Pel que fa a la llengua, es dedica a l'anàlisi del discurs, dedicació que l'ha portada a estudiar els diccionaris, les notícies de premsa (especialment les de violències i maltractaments), les denominacions dels oficis, el discurs acadèmic, l'administratiu i l'esportiu.
Pel que fa a la literatura, es dedica a la crítica literària i a analitzar-ne diferents aspectes, principalment de les escriptures femenines. Treballa també en l'àmbit de la coeducació. El 2008 va rebre la Creu de Sant Jordi. Posteriorment va ser guardonada amb la Distinció Maria Antònia Ferrer i Bosch atorgada per l'Observatori de la Igualtat de la URV (2016) i el Premi Bones Pràctiques de Comunicació no sexista 2016 per la qualitat en la investigació i la formació en llenguatge i comunicació amb perspectiva de gènere que atorga l'Associació de Dones Periodistes de Catalunya. El 2018 va rebre el XIV Premi Insomnia contra la violència de gènere atorgat per la Fundació Insomnia.

## Obres (selecció)

### Llibres sobre llengua
- De mujeres y diccionarios. Evolución de lo femenino en la 22ª edición del DRAE (2004). (Amb M. Ángeles Calero i Esther Forgas)[8]

- «Les paraules i els dies», p. 23-46, a Dia Internacional de les Dones (2005)[9]
- L'espai per a les dones als diccionaris (2005)[10]
- Las profesiones de la A a la Z (2006)[11]
- De llengua, diferència i context (2007)[12]
- De lengua, diferencia y contexto (2009)[13]
- Manual de llengua per visibilitzar la presència femenina (2011)[14]
- Cambio lingüístico y prensa. Problemas, recursos y perspectivas (2013)[15]

### Llibres sobre literatura
- Dona finestrera (1997)
- Dona balconera. A les penes, llibreries (2007)
- Sor Juana Inés de la Cruz. La hiperbólica fineza (2008)

### Dietaris i viatges
- La línia de flotació. Dietari intermitent (2009)
- El fil dels dies (2009-2013) (2013)[16]
- Quadern de Mèxic. De chilanga a regiomontana (2014)
- Quadern de Turquia. Istanbul i altres delícies (2015)
- Quadern de Grècia. La transparència de l'instant (2018)[17]

### Guies de llenguatge
- Breus receptes per visibilitzar les dones en l'educació (2008)[18]
- Hablamos de leyes. (2008) (Amb Charo Guerrero Martín)[19]
- Guía de lenguaje para el ámbito educativo (2008)[20]
- Guía de lenguaje para el ámbito de la salud (2009)[21]
- Guía de lenguaje para el ámbito del deporte (2009)[22]
- Guía de lenguaje para el ámbito de la cultura (2010)[23]
- Guía de lenguaje para el ámbito de la empresa y el empleo (2011)[24]

### Llibres sobre coeducació
- Doce escritoras y una guía bibliográfica (1994). (Amb Mercè Otero)[25]
- Escriptores del món. Guia de recursos i orientacions didàctiques per a la literatura. Cassandra (2001)[26]
- Coeducación. Día Internacional para la eliminación de la violencia contra las mujeres (2004). (Amb Begoña González)[27]
- Escritoras del mundo. Unidades didácticas (2009)[28]